# Klaus Heiner Kamps
Klaus Heiner Kamps (* 7. März 1941 in Erfurt; † 21. Februar  2019) war ein deutscher Mathematiker.

## Leben
Er studierte von 1960 bis 1965 Mathematik in Saarbrücken. Nach der Promotion 1968 an der Universität des Saarlandes und der Habilitation 1973 an der Universität Konstanz wurde er 1973 Universitätsdozent in Konstanz und 1977 apl. Professor ebenda. 1977 wurde er wissenschaftlicher Rat und Professor an der FernUniversität Hagen und dort 1980 Universitätsprofessor. 2005 wurde er in den Ruhestand versetzt. Zuletzt lebte Kamps in Losheim am See.
Sein Forschungsschwerpunkt war die Homotopietheorie innerhalb des Bereichs Topologie.

## Schriften (Auswahl)
- Faserungen und Cofaserungen in Kategorien mit Homotopiesystem. Saarbrücken 1968, OCLC 843977965.
- mit Tammo tom Dieck und Siegmund Dieter Puppe: Homotopietheorie. Berlin 1970, OCLC 423251248.
- Vollkommene Zahlen. Konstanz 1975, ISBN 3-87940-094-6.
- als Herausgeber mit Dieter Pumplün: Category theory. Applications to algebra, logic and topology. Proceedings of the international conference, held at Gummersbach, July 6 – 10, 1981. Berlin 1982, ISBN 3-540-11961-2.